# Wrona jasnodzioba
Wrona jasnodzioba (Corvus woodfordi) – gatunek średniej wielkości ptaka z rodziny krukowatych (Corvidae). Ptak ten występuje na Wyspach Salomona, nie jest zagrożony wyginięciem.

## Zasięg występowania
Wrona jasnodzioba zamieszkuje Choiseul, Santa Isabel i Guadalcanal, wyspy wchodzące w skład Wysp Salomona.

## Taksonomia
Gatunek po raz pierwszy naukowo opisał w 1887 roku na łamach Proceedings of the Zoological Society of London brytyjski ornitolog William Robert Ogilvie-Grant, nadając mu nazwę Macrocorax woodfordi. Jako miejsce typowe Ogilvie-Grant wskazał Aola na Guadalcanal. Holotypem była dorosła samica (Reg. no. 1887.1.17.6.), zebrana przez brytyjskiego kolekcjonera Charlesa Morrisa Woodforda i przekazana Muzeum Historii Naturalnej w Londynie.
C. woodfordi jest najprawdopodobniej najbliżej spokrewniony z wroną melanezyjską (C. meeki), wroną brązowogłową (C. fuscicapillus) i wroną szarą (C. tristis), wszystkie gatunki najwyraźniej stanowią część „starej” endemicznej, melanezyjskiej grupy. Może tworzyć supergatunek z C. meeki; czasami traktowane jako jeden gatunek, ale różnią się budową dzioba i kolorem oka, rodzajem szczecinek nosowych i połyskiem upierzenia. Proponowano wyróżnienie podgatunku vegetus (okaz zebrany z południowej części wyspy Santa Isabel i opisany przez Henry’ego Bakera Tristrama w 1894 roku pod nazwą Macrocorax vegetus), jednak niewystarczająco różni się od osobników z pozostałej części zasięgu występowania. Gatunek monotypowy.

### Etymologia
Nazwa rodzajowa: łac. corvus – kruk (w legendach kruk był początkowy biały, ale pomimo jego rzekomego daru proroctwa, został zamieniony w czarnego ptaka z powodu jego zdrady). Epitet gatunkowy honoruje brytyjskiego przyrodnika i kolekcjonera, Charlesa Morrisa Woodforda (1853–1927).

## Morfologia
Długość ciała 40–41 cm; masa ciała samców 615 g, samic 555–568 g, ptaków o nieokreślonej płci 375–568 g. Inne wymiary (n = 23) podane przez R. Meinertzhagena: długość skrzydła 265–299 mm, długość grzbietu dzioba 59–70 mm, wysokość 25–30 mm. Średniej wielkości wrona o krótkim ogonie, z masywnym jasnym dziobem. Grzbiet dzioba silnie wysklepiony; szczecinki nosowe rozdzielone przy czole; pióra na głowie i szyi delikatne i jedwabiste. Upierzenie jest całkowicie czarne, z nieco zielonym połyskiem (u ptaków z Choiseul upierzenie jest nieco bardziej błyszczące). Tęczówki brązowe lub szare do matowo niebieskawo-białych; dziób w kolorze kości słoniowej z czarną końcówką (na  żywo często wydaje się bladoróżowy); naga skóra na boku brody fioletowo-czerwona; nogi koloru czarnego, spód stóp pomarańczowy. Płci podobne, ale samce większe od samic (szczególnie jest to widoczne u ptaków występujących na Choiseul i Santa Isabel). Młode ptaki nieopisane.

## Ekologia
Odzywa się serią kraczących tonów w rytmie staccato, o wyższym tonie i szybszych niż C. orru.
Gatunek osiadły, zamieszkujący nizinne i górskie lasy deszczowe do 1000 m n.p.m., rzadziej do 1250 m n.p.m.; bardziej powszechny w górach. Spotykany wewnątrz, jak i na skraju lasu, może również żerować w pobliżu plantacji kokosa właściwego (Cocos nucifera).
Ptak wszystkożerny. Spożywa owady, głównie chrząszcze (Coleoptera), a także owoce. Pokarm zdobywa pojedynczo, w parach lub w małych grupach, w baldachimie lasu.
Trzy z czterech dorosłych samic znajdowały się w kondycji rozrodczej w okresie od czerwca do lipca, sugerując lęgi na wiosnę. Brak innych informacji na temat lęgów.

## Status i ochrona
W Czerwonej księdze gatunków zagrożonych Międzynarodowej Unii Ochrony Przyrody został zaliczony do kategorii LC (ang. Least Concern – najmniejszej troski). Gatunek o ograniczonym zasięgu, globalna wielkość populacji nie została oszacowana, ale ptak ten wydaje się powszechny w lasach. Populacja wydaje się stabilna ze względu na brak dowodów na jakiekolwiek spadki populacji lub inne istotne zagrożenia.